# 三本木 (京都市)

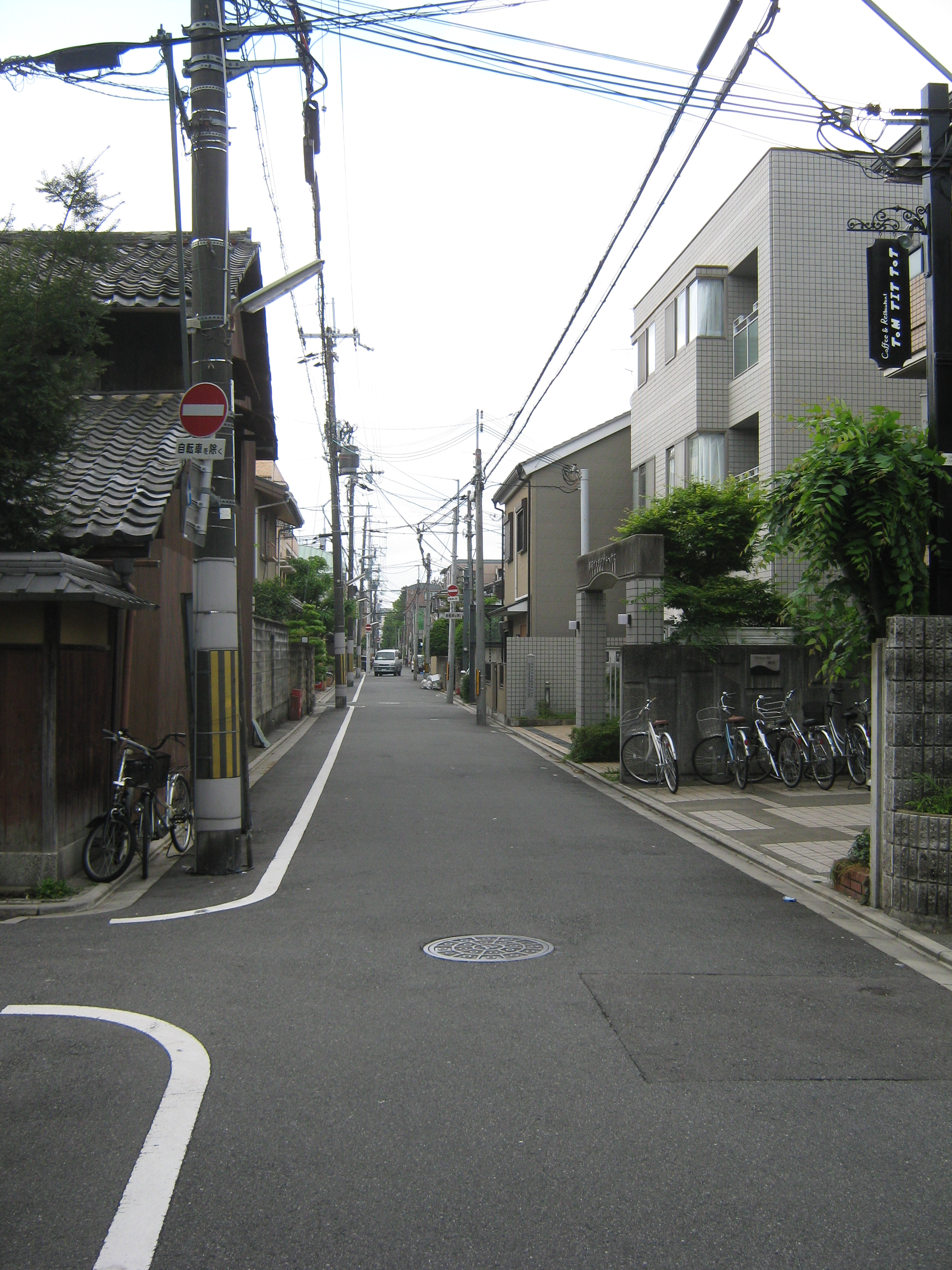
東三本木通、京都市上京区丸太町上ル

三本木（さんぼんぎ）は京都市上京区の地名。

## 歴史
三本木は最初、京都御苑南西の敷地内（現京都仙洞御所付近）に位置していたが江戸時代前期、御所の拡大によって町民は現在の河原町丸太町付近の北西に移住した。
南北に走る東三本木通を挟んで鴨川や東山を眺める風光明媚な場所であるため、やがて東山の下河原から芸妓が移り住み、花街として栄えた。その様子は京都名所図絵に描かれている。幕末になると、後に桂小五郎（木戸孝允）の妻となる幾松などの名妓が生まれた。
明治に入り、公認の花街として認められたが次第に衰退し、1876年（明治9年）に消滅した。その後、お茶屋、屋形（置屋）の業者らが京都府に再興を訴えたが、有名無実となった。
1900年（明治33年）、かつての清輝楼（吉田屋隣地）跡に京都法政学校、後の立命館大学が創設された。いまは面影はないが、その歴史を表札にとどめている。

## 現在
現在、東三本木通りと西三本木通りをはさむ閑静な住宅地となっている。
東三本木に頼山陽の書斎である「山紫水明處（さんしすいめいしょ）」が保存されている。